# ميزانية الأسرة
ميزانية الأسرة (موازنة الأسرة) هي خطة مالية تساعد أفراد الأسرة على استثمار أموالهم بأفضل طريقة ممكنة . فهي تحدد مصادر الدخل، وتساعد على تخطيط الانفاق (المصروفات)، وتحديد الأولويات في المصروفات . و هي أيضًا طريقة استعمال الفرد والأسرة للدخل في فتره زمنية محددة قد تكون سنةً أو شهرًا أو أسبوعًا. ولا يُقصد بتخطيط الدخل التقتير بل التوازن المالي . و يضع خبراء المشكلات الزوجية ميزانية الأسرة في مقدمة الموضوعات الزوجية ؛ نظرًا لما يترتب على اضطرب الميزانية من مشكلات أسرية. وهذا يستدعي ضرورة وضع ميزانية محكمة رشيدة للأسرة، تضبط النفقات وتحدّد الإيرادات وأوجه الصرف مع المراقبة الدقيقة لهذه الميزانية.ومما لا شك فيه أن الأسرة التي تهتم بتخطيط أسلوب حياتها، سوف تحقق أهدافها. لذا، ينبغي مراعاة إمكانات الأسرة واتباع نظام الإنفاق السليم من حيث عدم زيادة مقدار المنفق على الدخل وتوزيع الدخل – قدر الإمكان – على أبواب الإنفاق. يقول تعالى: ﴿وَالَّذِينَ إِذَا أَنفَقُوا لَمْ يُسْرِفُوا وَلَمْ يَقْتُرُوا وَكَانَ بَيْنَ ذَلِكَ قَوَامًا﴾......

## فوائد ميزانية الأسرة
لميزانية الأسرة فوائد منها:
1. تقدير إيرادات الأسرة مقدمًا، وكذلك النفقات المتوقعة خلال فترة معينة، وبذلك يُعرف مقدمًا مقدار الفائض أو العجز المتوقع.
2. دراسة سبل استثمار الفائض المتوقع الناتج عن زيادة الإيرادات على النفقات والبحث عن الطريقة المناسبة لاستثماره.
3. دراسة سبل تدبير العجز المتوقع في ميزانية الأسرة.
4. محاسبة أفراد الأسرة عن النفقات والإيرادات.
5. تدريب الأبناء على كيفية إدارة البيت ماليًا واقتصاديًا قبل زواجهم وذلك تحت إشراف وتوجيه الوالدين.[8][9]

## الإدارة المالية للأسرة
يُقصد بالإدارة المالية للأسرة «مجموعة الأنشطة الإدارية التي تتعلق بالبحث عن الأموال اللازمة وتوفيرها، والتأكد من حسن استخدامها وفقًا لأوجه الإنفاق المحددة».
فوظيفة الإدارة المالية للأسرة يترتب عليها التخطيط لمصادر الإيرادات المتوقعة خلال فترة زمنية قادمة، كما أنها تتناول من ناحية أخرى تحديد أوجه الإنفاق لهذه الإيرادات وفقًا لما هو محدد لها، فهي لا تقوم فقط بدور البحث عن المال وإنفاقه، وإنما تعمل أيضًا على تحديد الأوجه اللازمة للإنفاق من حيث أهميتها والأولوية التي يجب أن تحتلها بين مصادر الإنفاق الأخرى.

## أثر الاضطراب في الإدارة المالية للأسرة
1. عدم قدرة الأسرة على الوفاء بالتزاماتها المالية مما يسبب مشكلات نفسية واجتماعية.
2. دخول عدد من أرباب الأسر السجن بسبب قضايا مالية وأحكام قضائية.
3. الاختلاف بين الأزواج بسبب الالتزامات المالية مما يؤدي إلى الطلاق وغيره من المشكلات الأسرية.
4. اتجاه أرباب الأسر إلى الوظائف الإضافية لسداد الالتزامات المالية والمتنوعة مما يسبب الابتعاد عن جو الأسرة وتربية الأبناء ومتابعتهم.
5. الجنوح نحو طرق غير مشروعة للحصول على المال لسداد الديون والقروض المالية على الأسرة.[10]³
6. لجوء الأسرة للسرقة ومخالفة القانون  و الحصول عالى المال الحرام لشراء الحاجيات المنزلية .[10]

## قواعد إعداد ميزانية البيت
عند إعداد الميزانية لابد من الأخذ في الاعتبار بمجموعة من القواعد التي تجعل هذه الميزانية فعالة وتحقق ما تصبو إليه من مقاصد، من بين هذه القواعد ما يلي :
1. قاعدة المدة الزمنية: بأن يكون لموازنة البيت فترة زمنية، فقد تكون شهرية أو ربع سنوية أو سنوية، حتى يمكن إجراء عملية التقدير والمقارنة بين التقديرات والفعليات واتخاذ القرارات المصوبة.
2. قاعدة التوازن بين الإيرادات والنفقات بقدر الاستطاعة.
3. قاعدة الواقعية عند تقدير إيرادات ونفقات البيت: أن يكون ذلك في ضوء الواقع التي تعايشه الأسرة، وحتى لا تكون التقديرات بعيدة عن الواقع فتكون الاختلافات بين التقديري والفعلي كبيرة جدا، مما قد يترتب عليها تثبيط الهمم أو التسيب.
4. قاعدة مشاورة ومشاركة أفراد الأسرة في إعداد ميزانية البيت التقديرية: حتى تكون الأرقام قريبة من الواقع، وأن يصوب كل فرد تقديرات الآخر، والشورى بصفة عامة ضرورية لأنها تعطي حافزًا معنويًا وعزيمةً لكل أفراد البيت بحيث يساهمون في إنجاح فكرة الموازنة وتطبيقها.
5. قاعدة المرونة وإمكانية التعديل في بنود النفقات: من حيث الضغط والترشيد والتأجيل أو إيجاد البدائل، أو إمكانية تحويل بعض الاستثمارات قصيرة الأجل إلى نقدية لسد العجز خلال فترة معينة.[11]

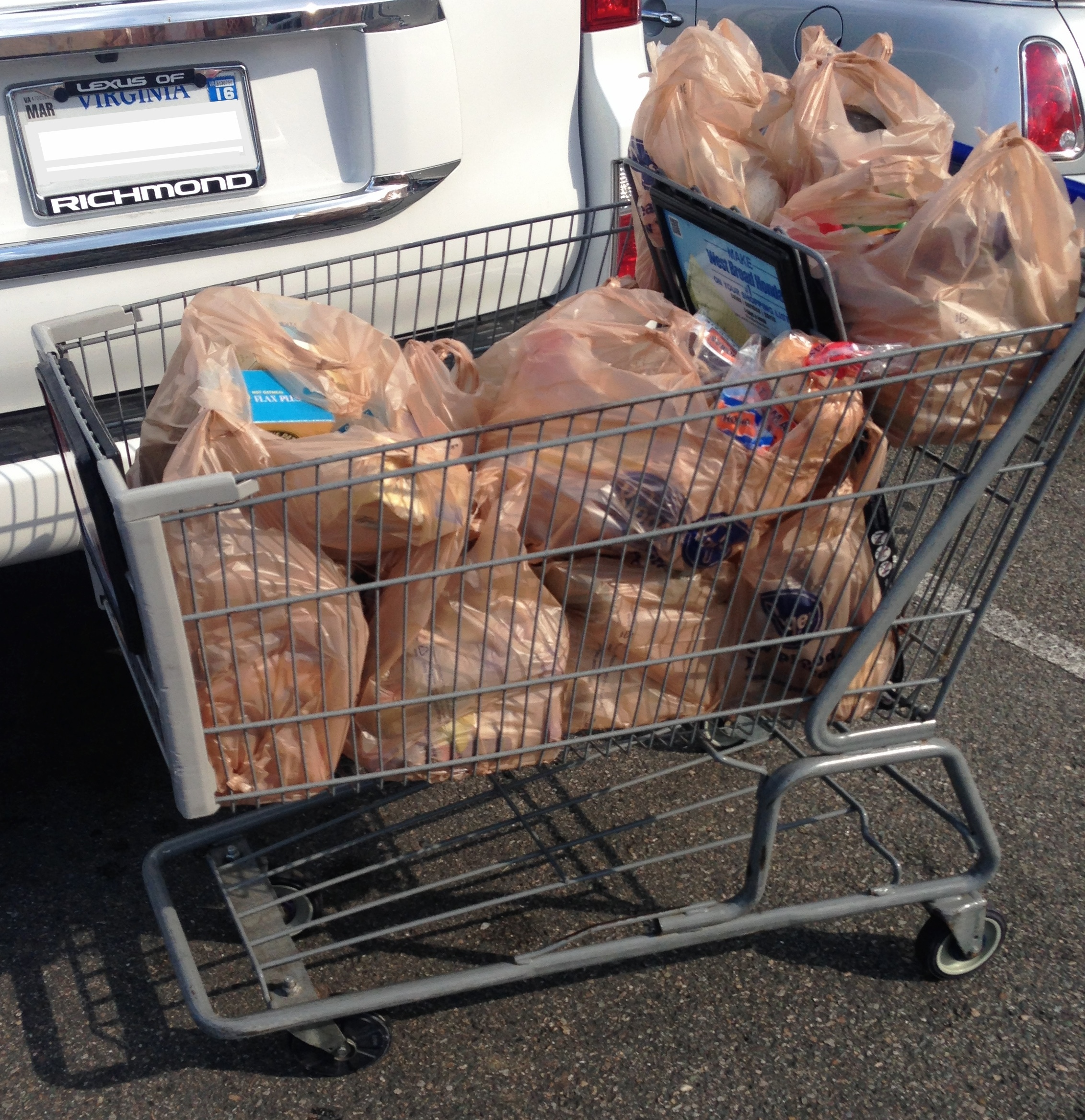
إلغاء أو تأجيل بعض الكماليات مما يساعد الأسرة في حسن إدارة ميزانيتها

## مراحل إعداد ميزانية الأسرة
إعداد ميزانية الأسرة يتضمن عددًا من الخطوات العملية، تتمثل فيما يلي:
1. تحديد إيرادات الأسرة .
2. تحديد نفقات الأسرة.
3. تحديد الفائض أو العجز.

إذا زادت النفقات المتوقعة عن الإيرادات المتوقعة، فيعنى ذلك وجود عجز، وهو ما تعاني منه بعض الأسر، وحينئذ يمكن للأسرة معالجة هذا العجز من خلال بديل أو أكثر من البدائل التالية:
- محاولة زيادة بعض بنود الإيرادات إن أمكن.
- سحب مبالغ من المدخرات إن وجدت.
- تعجيل الحصول على بعض الإيرادات إن أمكن.
- الحصول على قرض حسن من الغير.
- إلغاء أو تأجيل بعض النفقات.

ويعتبر البند الأخير من أهم البنود، حيث يمكن للأسرة المسلمة الاستغناء عن الكماليات، فإن لم تف بعلاج العجز اتجهت لترشيد النفقات الأساسية.

## مقالات ذات صلة
- خطة مالية.

## وصلات خارجية
- / ميزانية الأسرة - موقع جريدة الرياض